# La Puebla de Valverde
La Puebla de Valverde település Spanyolországban, Teruel tartományban. La Puebla de Valverde Teruel, Corbalán, Formiche Alto, Valbona, Sarrión, Manzanera, Torrijas, Arcos de las Salinas, Camarena de la Sierra és Cubla községekkel határos. Lakosainak száma 465 fő (2024).

## Népesség
A település népessége az utóbbi években az alábbiak szerint változott:
| Lakosok száma | 500  | 508  | 544  | 569  | 550  | 521  | 457  | 457  | 448  | 465  |
|               | 2001 | 2004 | 2007 | 2009 | 2012 | 2014 | 2017 | 2019 | 2022 | 2024 |